# Otto-Wagner-Spital

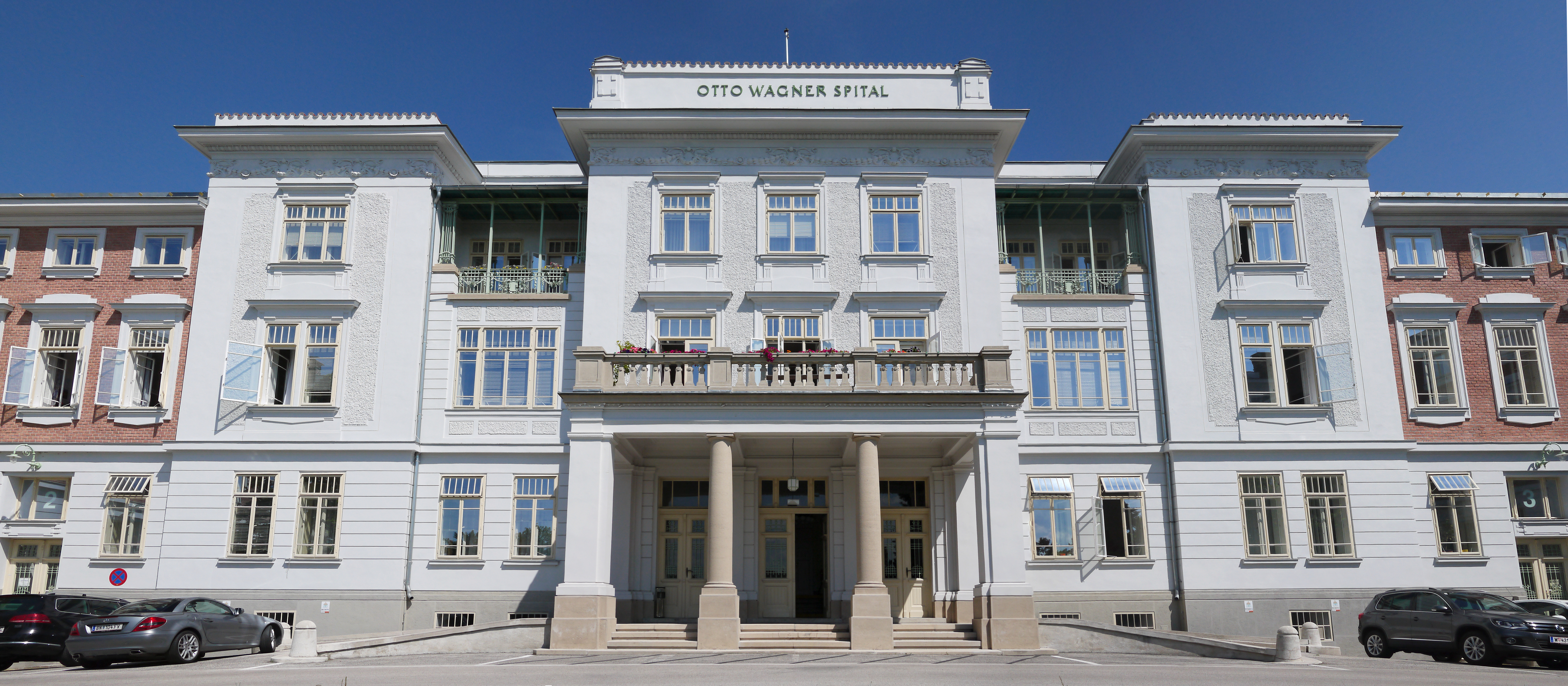
Otto-Wagner-Spital

Das Otto-Wagner-Spital, umgangssprachliche Bezeichnung Steinhof nach den Steinhofgründen, auf denen sich das Areal des Krankenhauses befindet, nach 2020 kurzzeitig Klinik Penzing, war eine von der Stadt Wien betriebene Klinik. Das Gelände befindet sich im 14. Wiener Gemeindebezirk Penzing, auf der Baumgartner Höhe. Die Klinik war zuletzt in ihrer organisatorischen Form ein Zusammenschluss von fünf vormals selbstständigen Einrichtungen des Wiener Gesundheitswesens; dazu gehören das Sozialpädagogisches Zentrum »Baumgartner Höhe«, das bereits 2002 aufgegebene Neurologische Krankenhaus der Stadt Wien »Maria-Theresien-Schlössel«, das Pflegeheim »Sanatoriumstraße« sowie das Psychiatrische Krankenhaus »Baumgartner Höhe« und das Pulmologische Zentrum »Baumgartner Höhe«.
Bedeutendster Teil war das Psychiatrische Krankenhaus. Die Bezeichnung kommt vom Architekten Otto Wagner, der die Anlage des Psychiatischen Krankenhauses und des damit verbundenen Pulmologischen Zentrums plante.
Die Klinik als Institution wurde Mitte der 2020er aufgelöst, die Aufgaben wurden an andere Standorte übertragen, insbesondere an das Wilhelminenspital.

## Geschichte
Vorgängerinstitutionen waren 1784–1869 der Narrenturm und 1853–1907 die Niederösterreichische Landesirrenanstalt am Brünnlfeld. Die Eröffnung der Anlage im Pavillonstil erfolgte nach drei Jahren Bauzeit am 8. Oktober 1907 als Niederösterreichische Landes-Heil- und Pflegeanstalt für Nerven- und Geisteskranke „Am Steinhof“. Sie war damals eine der modernsten und größten Psychiatrischen Kliniken (früher Heil- und Pflegeanstalten genannt) in Europa. Die Klinik wurde in der Bauabteilung der Niederösterreichischen Landesregierung unter der Leitung von Carlo von Boog geplant und von Otto Wagner, dem führenden Wiener Architekten seiner Zeit, überarbeitet. Als Vorbild galt die einige Jahre zuvor errichtete und ebenfalls von Carlo von Boog geplante Nervenheilanstalt »Mauer bei Amstetten«. Die Bauausführung hatte das Niederösterreichische Landesbauamt inne, während die Oberbauleitung Leopold Steiner oblag.
Nach dem Ersten Weltkrieg wurde die im Westen gelegene Sanatoriumsabteilung für Privatpatienten geschlossen und in ihrem Bereich eine von der psychiatrischen Anstalt unabhängige Lungenheilstätte errichtet.

### Zeit des Nationalsozialismus
In der Zeit des Nationalsozialismus diente die Anstalt der „Vernichtung lebensunwerten Lebens“. Eine unbestimmte Zahl von als „erbkrank“ eingestuften Patienten wurde zwangssterilisiert. 1940 wurden aus der mit 4300 Patienten völlig überbelegten „Heil- und Pflegeanstalt“ im Rahmen der Aktion T4 etwa 3200 Patienten in Vernichtungsanstalten abtransportiert. Ein Großteil von ihnen wurde in der Tötungsanstalt Hartheim umgebracht. Neun der nun leergeräumten Pavillons wurden zur Jugendfürsorgeanstalt „Am Spiegelgrund“ umfunktioniert; zu dieser gehörte auch eine als Kinderfachabteilung bezeichnete Einrichtung zur Kinder-Euthanasie.
Im ebenfalls durch die „Aktion T4“ frei gewordenen „Pavillon 23“ wurde am 1. November 1941 eine „Arbeitsanstalt für asoziale Frauen“ eröffnet, denen „Arbeitstherapie“ vom Küchendienst bis zu schweren Arbeiten wie Kohletransporten oder Straßenpflasterung verordnet wurde. Bei Übertretung der rigiden Disziplinarregeln wurden den Frauen zunächst Übelkeit, Erbrechen und Durchfall auslösende Apomorphin-Injektionen verabreicht. Danach wurden sie in vollständig aus Beton bestehende „Korrektionszellen“ gesperrt. In den Karteikarten der Anstalt sind die Fälle von drei Insassinnen vermerkt, die in ein Konzentrationslager geschickt wurden. Im Zuge der Aktion Brandt wurden 1943 abermals zahlreiche Insassen der Anstalt getötet. Prosektorin der Klinik „Am Steinhof“ war seit 1938 Barbara Uiberrak, die nach 1945 der dann „Baumgartner Höhe“ genannte Klinikprosektur vorstand und 1953 Heinrich Gross, der wie sie einst Mitglied der NSDAP-Ortsgruppe Flötzersteig war, Zugang zu Präparaten der Ermordeten verschaffte.

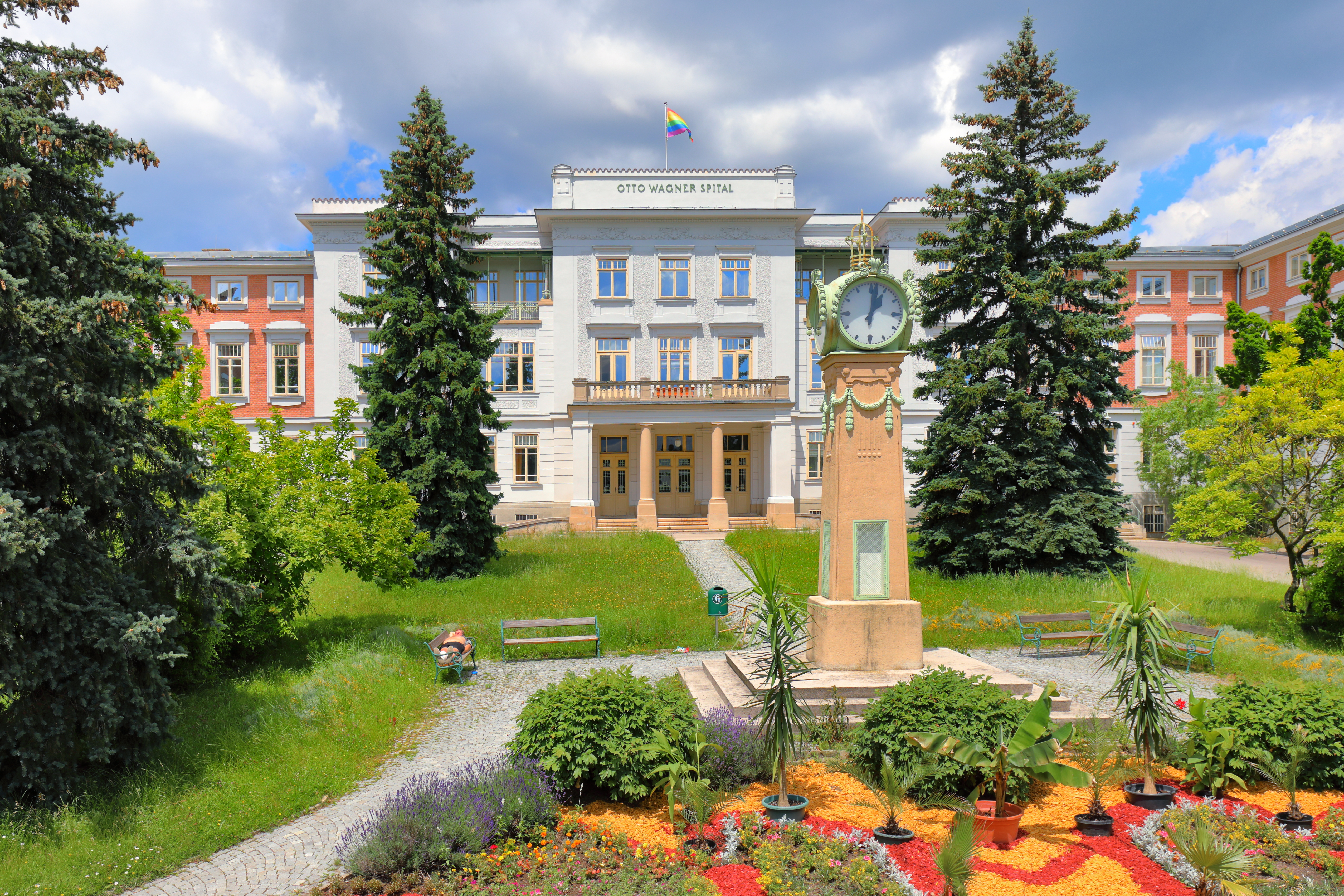
Direktionsgebäude

### Nachkriegszeit und Gegenwart
Aus der Lungenheilstätte entstand seit den 1960er Jahren die Krankenanstalt mit dem Namen Pulmologisches Zentrum, aus der wichtige und innovative Entwicklungen in diesem Fachbereich hervorgegangen sind. Das Gleiche gilt für die Orthopädische Abteilung, die sich aus einer Einrichtung zur Behandlung der Knochentuberkulose zu einer modernen Orthopädischen Abteilung mit einem chirurgisch-orthopädischen Schwerpunkt im Bereich des Gelenkersatzes entwickelt hat. Aus der Heil- und Pflegeanstalt für Nerven- und Geisteskranke wurde, auch in den 1960er Jahren, das Psychiatrische Krankenhaus Baumgartner Höhe.
Durch das Psychiatrische Krankenhaus wurden Steinhof und Baumgartner Höhe in Wien bzw. Ostösterreich zu allgemeinen Euphemismen für psychiatrische Anstalten. Durch die vergoldete Kuppel der Kirche wurden Lemoniberg bzw. Limoniberg, Zitronenhügel, Monte la citrone und Zwiebelparlament zu spezifischen Euphemismen für diese psychiatrische Institution.

### Nachnutzung
2012 wurde bekannt, dass der Medizinische Betrieb spätestens 2020 abgesiedelt werden sollte. Über die Nachnutzung entspann sich eine breite Meinungsbildung unter Einbindung der Massenmedien. Im Rahmen einer Mediation mit den Bürgerinitiativen zur Erhaltung des Areals wurde von der Stadt Wien eine Expertengruppe zur baulichen Zukunft des Geländes eingesetzt. Am 3. April 2013 gab die Expertengruppe Empfehlungen zum weiteren Vorgehen ab, die vor allem einen Verkauf auch von Teilen des Geländes ausschließen.
Im März 2025 präsentierten Bürgermeister Michael Ludwig und Rektor Andreas Mailath-Pokorny Pläne für die Übersiedlung der Musik und Kunst Privatuniversität der Stadt Wien (MUK), die bis zum Jahr 2031 abgeschlossen sein soll.

### Anlage

Flugaufnahme 1932

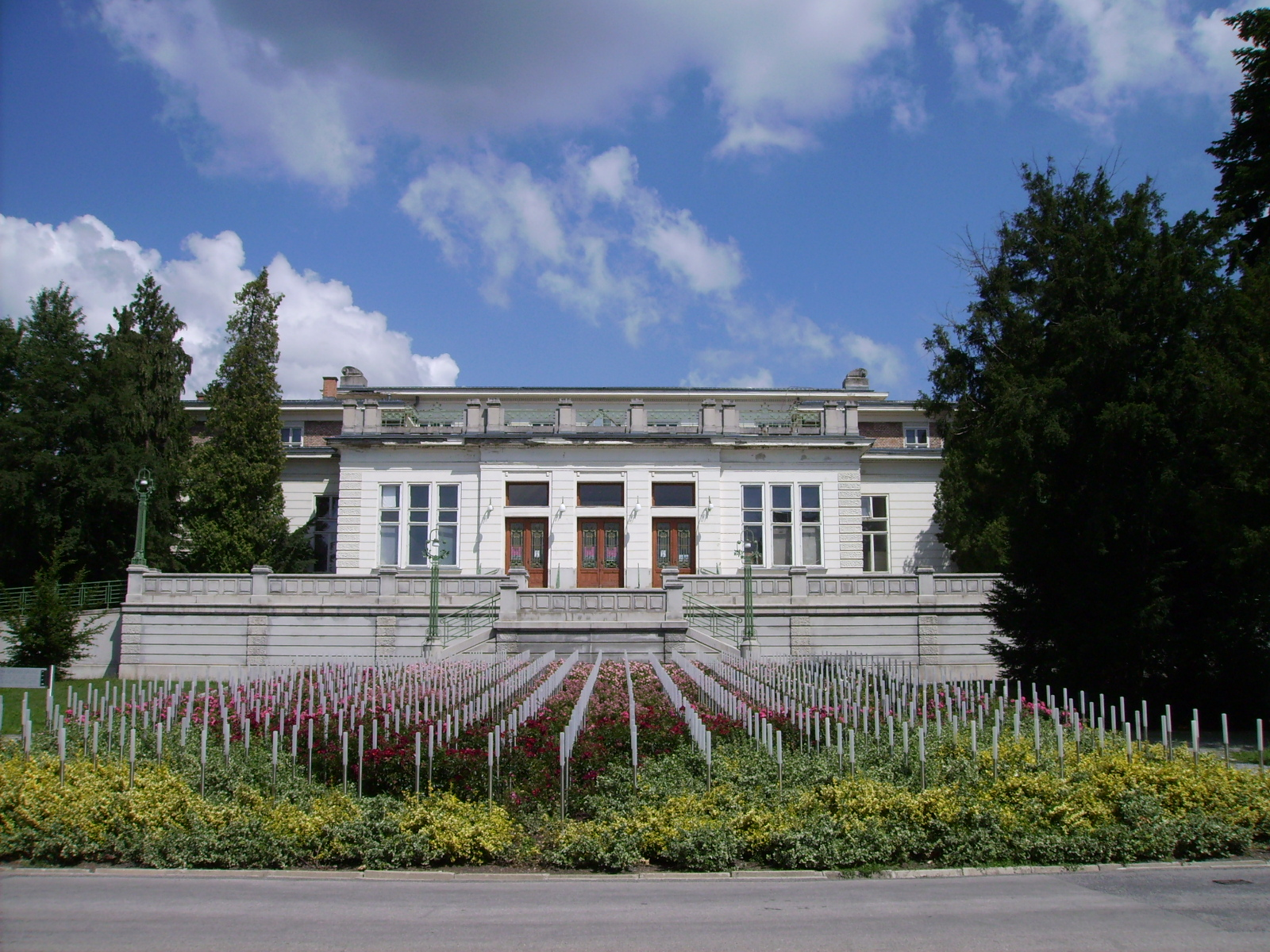
Mahnmal und Jugendstiltheater

Die Anlage wurde 1904–1907 erbaut und besteht aus den 26 Pavillons des ehemaligen Psychiatrischen Krankenhauses und den zehn des westlichen Teils, das 1923 als Pulmologisches Zentrum adaptiert wurde. Otto Wagner hatte die Gesamtplanung inne, einige Sondergebäude wurden von Carlo von Boog entworfen.
Die Anlage nimmt den Südhang des Gallitzinbergs ein und ist terrassenförmig zu beiden Seiten einer Mittelachse errichtet. Auf der Mittelachse sind hangaufwärts das Verwaltungsgebäude, das einen Vorplatz in Art eines Ehrenhofs U-förmig umschließt, dahinter das hinter einen breiten Rampe und einer Freitreppe errichtete Gesellschaftshaus und Theater (so genanntes „Jugendstiltheater“), oberhalb davon der breit gelagerte Küchenbau und zuoberst die nach Plänen Otto Wagners erbaute Kirche zum Hl. Leopold, die über zwei Treppenrampen entlang der Mittelachse zu erreichen ist, angeordnet. Nach einem ähnlichen Schema ist das Pulmologische Zentrum ausgerichtet, im Zentrum befindet sich ein Kurhaus mit Festsaal und Hallenbad.
Vor dem Theater befindet sich das Mahnmal für die Opfer der Euthanasie in der NS-Zeit.

## Abteilungen, Ambulanzen, Einrichtungen
(Stand: Oktober 2020)

### Abteilungen
- 1. Psychiatrische Abteilung mit Zentrum für Psychotherapie und Psychosomatik
- 3. Psychiatrische Abteilung
- Abteilung für Anästhesie, Intensiv- und Schmerzmedizin
- Abteilung für Atemwegs- und Lungenkrankheiten
- Internistische Abteilung – Internistische Bettenstation mit Intermediate Care Station (IMCU) und Akutgeriatrie/Remobilisierung
- Neurologische Abteilung
- Orthopädische Abteilung
- Zentrum für Suchtkranke

### Ambulanzen
- Abteilungs-/Notfallambulanz für den Regionalbereich 1. und 5. bis 9. Bezirk der 1. Psychiatrischen Abteilung
- Allgemeine Orthopädische Ambulanz
- Ambulanz des Zentrums für Suchtkranke
- Anästhesieambulanz
- Internistische Ambulanz
- Lungenambulanz
- Neurologische Ambulanz

### Institute
- Institut für Labordiagnostik, Blutbank und Zytodiagnostik
- Institut für Röntgendiagnostik

### Interdisziplinäre Einrichtungen
- Diätologie